# Новый форум
«Новый форум» (нем. Das Neue Forum) — политическое движение (объединение) в Германской Демократической Республике, созданное 10 сентября 1989 года, за год с небольшим до объединения Германии. Возник как демократическое протестное движение в ходе мирной революции 1989 года. Сыграл важную роль в свержении режима СЕПГ и демократических преобразованиях в Восточной Германии. После воссоединения ГДР с ФРГ частично вошёл в коалицию «Союз 90/Зелёные», частично сохранился как независимая организация в восточных землях. Идеологически придерживается лево-демократических позиций.

## Создание на фоне революции
«Новый форум» был учреждён в ночь с 9 на 10 сентября 1989 года в берлинской квартире диссидентки Кати Хавеман, вдовы Роберта Хавемана. К тому времени в стране уже несколько месяцев продолжалось массовое брожение, с 4 сентября 1989 года переросшее в регулярные демонстрации протеста. Группа из тридцати оппозиционных общественных деятелей опубликовала воззвание «Время созрело — Прорыв 89» (нем. «Die Zeit ist reif — Aufbruch 89»), начинавшееся словами «Диалог государства и общества нарушен».
В этом документе констатировался конфликт между партийно-государственной властью ГДР и восточногерманским обществом, содержался призыв к конструктивному диалогу и демократической трансформации. Предлагалась организация публичных дискуссий с гарантией гражданских свобод.

Мы хотим порядка, но не опеки. Мы хотим свободы и уверенности для ответственных людей. Мы хотим быть защищёнными от насилия, но мы не должны терпеть диктат и шпионаж…

Для разрешения противоречий необходимо прислушиваться ко всем мнениям и аргументам, учитывать и групповые, и общие интересы. Необходим демократический диалог о верховенстве права, экономике и культуре. Нам есть, что сказать стране по всем этим вопросам. От готовности и желания сделать это будет зависеть, сможем ли мы найти выход из нынешнего кризиса…

В процессе общественной реформы должно участвовать как можно больше людей. Индивидуальные и групповые предложения должны быть рассмотрены и согласованы.

Вместе мы создаём политическую платформу для всей ГДР, для людей из всех общественных слоёв, партий и групп, готовых принять участие в обсуждении проблем страны. Для этой комплексной инициативы мы выбираем имя: «Новый форум».

Aufbruch 89 — Neues Forum

О смене власти и тем более о воссоединении с ФРГ речи не шло, однако такого рода декларация и учреждение организации, не контролируемой, а фактически противостоящей СЕПГ, сами по себе являлись политическим вызовом.

## Лидеры-инициаторы. Эволюция оппозиции
Ведущими лидерами «Нового форума» стали (всего воззвание подписали 30 человек):
- Йенс Райх, врач-микробиолог
- Катя Хавеман, воспитательница детского дома
- Бёрбель Боле, художница, преподаватель технического училища
- Мартин Бёттгер, физик
- Рольф Генрих, адвокат
- Йоахим Гаук, евангелический пастор
- Рейнхард Шульт, каменщик
- Ирена Кукутц, художница-керамистка
- Йоханна Ванка, математик
- Катрин Айгенфельд, библиотекарь Галле-Виттенбергского университета
- Рейнхард Майнель, физик
- Себастьян Пфлюгбайль, физик
- Ханс-Йохен Чихе, ректор магдебургской евангелической академии
- Рудольф Чёпе, физик
- Михель Арнольд, студент-медик

Все они длительное время участвовали в диссидентском движении, были правозащитниками, экологистами, церковными активистами, оппозиционными политиками. Многие преследовались Штази. В ряде случаев они были известны в стране и пользовались высоким авторитетом.
Таким образом, основу организованной оппозиции в ГДР составляла интеллигенция, в значительной части статусная. В этом состояло кардинальное отличие ГДР от ПНР, где Межзаводской забастовочный комитет в августе 1980 — примерный функциональный аналог «Нового форума» — почти полностью состоял из промышленных рабочих. С другой стороны, заметно отличие и от оппозиционного актива первых лет ГДР: в конце 1940-х — начале 1950-х подпольное сопротивление комплектовалось студенческой молодёжью и представителями некоммунистических партий.

На борьбу чаще всего шла молодёжь. Студенты, даже школьники. Взрослые выступили один раз — 17 июня. А в основном молчали. С них хватило двух мировых войн.

## Структурирование и нарастание
19 сентября 1989 «Новый форум» явочным порядком конституировался как организация, ссылаясь на статью 29 Конституции ГДР, формально признававшей свободу ассоциаций. В тот же день было подано заявление на регистрацию в МВД. Региональные структуры к тому времени действовали в 11 из 15 округов страны.
21 сентября государственное информационное агентство ADN охарактеризовало «Новый форум» как «антиконституционную подрывную организацию». 25 сентября заявление на регистрацию «Нового форума» было отклонено на основании «отсутствия общественной необходимости». Однако подписи под воззванием продолжали ставиться по всей стране, тысячи людей записывались в члены организации, повсеместно создавались новые структуры. Основными местами собраний «Нового форума» являлись протестантские церкви.

Кажется, на 40-м году ГДР никто больше не обращает внимания на угрозы и запреты социалистического правительства. На церковной службе в Шверине в «Новый форум» записались сразу 900 человек, хотя министр внутренних дел Фридрих Диккель недавно назвал организацию подрывной.

К концу 1989 постоянными членами «Нового форума» называли себя до 10 тысяч граждан ГДР. Однако реальная общественная поддержка и фактическое участие имели гораздо большие масштабы: воззвание от 10 сентября подписали около 200 тысяч человек.
«Новый форум» продемонстрировал высокие способности протестной мобилизации. В сентябре-ноябре его активисты были главными организаторами многотысячных демонстраций. Укрепились региональные и местные структуры, сформировалась сеть контактных адресов. Массовые демонстрации достигли пика 4 ноября 1989 года, когда на Александрплац собралось около полумиллиона человек. Постепенно лозунги «Мы хотим выехать!», сменились на лозунги «Мы остаемся здесь!», что говорило о желании митингующих добиться изменений уже внутри ГДР. Ключевым моментом в действиях активистов стало заявление Михаила Горбачёва в октябре 1989 года, когда он в ходе визита в ГДР, однозначно заявил, что Советская Армия не будет вмешиваться в события во имя спасения режима.

## При конце ГДР

### Ограниченность целей
Уже с ноября и особенно с декабря стала проявляться идеологическая и социально-политическая ограниченность «Нового форума». Отставки и аресты наиболее одиозных руководителей СЕПГ (Хонеккер, Штоф, Мильке, Хагер, Миттаг, Аксен, Кроликовски, Шальк-Голодковский, Зиндерман, Тиш, Альбрехт), введение явочным порядком всех демократических свобод, пролом Берлинской стены, «перестроечная» риторика Ханса Модрова, Эгона Кренца, Гюнтера Шабовски — всё это создавало поверхностное впечатление выполненной программы. Отстранение же СЕПГ от власти, переход к капитализму и воссоединение с ФРГ не входили в установки «Нового форума». Идеология движения не выходила за рамки гуманно-демократического социализма.
С декабря 1989 по март 1990 года «Новый форум» активно участвовал в конференциях и круглых столах по подготовке политических реформ. В феврале-марте 1990 Себастьян Пфлюгбайль являлся министром без портфеля в последнем правительстве СЕПГ-ПДС, возглавляемом Хансом Модровом.

### Раскол и коалиция
На 18 марта 1990 года были назначены выборы в Народную палату — первые (оказавшиеся единственными) свободные парламентские выборы в ГДР. В «Новом форуме» возникли разногласия о вариантах дальнейшего участия в политическом процессе: создавать политическую партию или оставаться широким массовым движением без чёткой идеологии. 28 января 1990 группа активистов, представлявшая около четверти членов «Нового форума», учредила Немецкую партию форума, которая впоследствии присоединилась к либеральной общегерманской СвДП.
Острые разногласия возникли между левосоциалистическими и общедемократическими группами. Удалось согласовать общие принципы движения, сочетавшие лозунги политической демократии и социального самоуправления. Но принципиальное значение имела приверженность «Нового форума» идее сохранения ГДР как «подлинно демократического государства» и «социалистической альтернативы ФРГ».

### Поражение на выборах 1990
6 февраля 1990 года «Новый форум», движение «Демократия теперь» и «Инициатива за мир и права человека» учредили коалицию «Союз 90». Коалиция представила избирателям демосоциалистическую программу диссидентского движения ГДР 1970—1980-х годов.
Выборы принесли «Союзу 90» серьёзное поражение. Коалиция набрала менее 3 % голосов и получила 12 мест в палате из 400. На первое место вышел консервативно-центристский «Альянс за Германию», главной силой которого выступал восточногерманский ХДС.

Была предложена программа социалистического обновления. Но местное бюргерство повернуло в свою сторону.

«Советская Россия», декабрь 1990

## В единой Германии

### Политическая ниша
Объединение Германии состоялось 3 октября 1990 года. Первые общегерманские выборы прошли 2 декабря 1990. «Новый форум» вновь выступал в блоке Союз 90 с близкими организациями западных земель. Коалиция набрала лишь 1,2 % и получила 8 мандатов в бундестаге, причём все депутаты представляли восточные земли. Несколько лучше были результаты на региональных выборах, особенно в Бранденбурге и Тюрингии. Но и там «Новый форум» с союзниками получали 3-9 %. К концу 1990-х электоральная поддержка упала до менее 1 %. Предвыборные лозунги в основном сводились к критике социальных издержек объединения. Но с этим электоратом более успешно работали прямые наследники СЕПГ — ПДС Грегора Гизи, ныне партия Левые.
В 1993 году «Союз 90» объединился с экологической Партией зелёных в единую партию «Союз 90/Зелёные». Партия заняла в политическом спектре ФРГ политическую нишу левее СДПГ.
Из деятелей «Нового форума» в общегерманской политике наиболее известен Йоахим Гаук, в 2012 году избранный президентом ФРГ. Однако этот пример — скорее исключение, нежели правило. Большинство учредителей «Нового форума» занялись профессиональной, историко-просветительской или правозащитной деятельностью. Некоторые, подобно Юргену Шмайдеру и Йоханне Ванке (с 2013 — министр образования ФРГ), продолжили политическую активность в либеральной или христианско-демократической партиях.

### Продолжение диссидентской традиции
«Новый форум» продолжает существовать как политическое движение. Его активность локализована в восточных землях Германии. Депутаты от «Нового форума» представлены в городских советах Галле, Лейпцига, в ландтаге Саксонии-Анхальт депутатскую группу восемь лет возглавлял соучредитель организации Ханс-Йохен Чихе, в некоторых местных органах власти. Активист «Нового форума» Клеменс Кошиг является бургомистром Дессау, сопредседатель «Нового форума» Клаус Тондорф возглавляет городской совет Рослау.
Руководство «Новым форумом» осуществляет федеральный совет из трёх равноправных членов. В 2014 году ими являются Рейнхард Шульт, Клаус Тондорф и Сабина Шааф.
«Новый форум» позиционируется как «независимое политическое объединение граждан, выступающих за демократию во всех сферах жизни». Главным методом политической деятельности остаётся «аргументированная дискуссия». Организация категорически отвергает насилие, тоталитаризм, расизм и ксенофобию, сталинизм и фашизм, милитаризм и антисемитизм. Осуждается также любая социальная дискриминация, проповедуется политкорректность и толерантность. Можно констатировать, что современный «Новый форум» в принципе сохранил идеологию левого диссидентства, сформулированную в 1989.
13 декабря 2001 года группа леводемократических активистов и правозащитников, в том числе члены «Нового форума» (включая некоторых соучредителей и руководителей — Себестьян Пфлюгбайль, Эрика Дрес, Ханс-Йохен Чихе, Сабина Шааф, Ирена Кукутц, Катрин Айгенфельд и другие) выступили с заявлением Wir haben es satt — «Мы устали» — в котором резко осудили «диктаторские» и «милитаристские» тенденции государственной власти ФРГ и Запада в целом.

«Диалог государства и общества нарушен». Так было в 1989. Так происходит и сегодня. Мы бессильны против экономических, военных и политических структур, которые игнорируют наши интересы ради власти и прибыли. То, что мы видим, всё больше напоминает известное нам зло диктатуры.

В революции 1989 мы боролись против приспешников системы ГДР. Никто из нас не ожидал, что снесённая нами аппаратура Штази сменится новой, что полиция не сократится, а раздуется. Страшная террористическая атака в США используется для отмены правовых стандартов Западного мира. В воздухе витает законодательство ГДР о «политических преступлениях».

Мы поражены, с каким самодовольным смехом отвергается наше стремление к справедливости и верховенству закона. Мы потрясены, как бездоказательно «назначается» организатор теракта. Мы хотим, чтобы ответ давал независимый суд, а не главнокомандующий самой мощной армии мира. Поразительно, но уже идут дискуссии о допустимости пыток!

Мы устали от того, что знамёна свободы и демократии используются против нас… Давайте поговорим с нашими детьми и родителями о войне и о справедливости в Германии и во всём мире Мы узнали в 1989 году, что это имеет смысл.

«Новый форум» и его деятели пользуются общественным уважением в современной Германии. Федеральный канцлер Ангела Меркель назвала оппозицию ГДР «одним из самых важных голосов свободы». 25-летие восточногерманской мирной революции торжественно отмечалось в октябре — ноябре 2014 года. В Лейпцигской речи 9 октября 2014 президент Гаук назвал «Новый форум» среди её инициаторов.